# Foma Gordejev
Foma Gordejev (russisk: Фома Гордеев) er en sovjetisk spillefilm fra 1959 af Mark Donskoj.

## Medvirkende
- Sergej Lukjanov som Ignat Gordejev
- Georgij Jepifantsev som Foma Gordejev
- Pavel Tarasov som Jakov Majakin
- Alla Labetskaja som Ljuba
- Marina Strizjenova som Sasja